# Colapteroblatta rehni
Colapteroblatta rehni är en kackerlacksart som beskrevs av Roth, L. M. och Eliécer E. Gutiérrez 1998. Colapteroblatta rehni ingår i släktet Colapteroblatta och familjen jättekackerlackor.
Artens utbredningsområde är Dominikanska republiken. Inga underarter finns listade i Catalogue of Life.